# Graham Smith
Graham Smith (Canadá, 9 de mayo de 1958) es un nadador canadiense retirado especializado en pruebas de estilo libre y estilo braza, donde consiguió ser subcampeón olímpico en 1976 en los 4 x 100 metros estilos.

## Carrera deportiva
En los Juegos Olímpicos de Montreal 1976 ganó la medalla de plata en los 4 x 100 metros estilos (nadando el largo de braza), con un tiempo de 3:45.94 segundos, tras Estados Unidos (oro) y por delante de Alemania (bronce), siendo sus compañeros de equipo los nadadores: Stephen Pickell, Clay Evans y Gary MacDonald.